# Gabriel Mercado
Gabriel Iván Mercado, född 18 mars 1987 i Puerto Madryn, är en argentinsk fotbollsspelare (försvarare) som spelar för Al-Rayyan. Han har även representerat Argentinas landslag.

## Klubbkarriär
I juni 2019 värvades Mercado av qatariska Al-Rayyan.

## Meriter

### Klubblag
Estudiantes
- Primera División de Argentina (1): Apertura 2010

River Plate
- Primera División de Argentina (1): Torneo Final 2014
- Copa Sudamericana (1): 2014
- Recopa Sudamericana (1): 2015
- Copa Libertadores (1): 2015
- Copa Suruga Bank (1): 2015

### Landslag
Argentina U20
- U20-världsmästerskapet (1): 2007